# Köln Radyosu
Köln Radyosu (Türkisch: „Das Kölner Radio“) war eine türkischsprachige Hörfunksendung des Westdeutschen Rundfunks (WDR), die erstmals am 2. November 1964 ausgestrahlt wurde. Sie war die erste Sendung einer deutschen öffentlich-rechtlichen Rundfunkanstalt in türkischer Sprache. Seit dem 3. Januar 2022 wird Köln Radyosu vom WDR für COSMO als Podcast unter dem Namen „COSMO Türkçe“ gesendet. 

## Inhalt
Die Sendung begann bis in die 2000er Jahre traditionell mit den Worten „Burası Westdeutscher Rundfunk Köln Radyosu!“ (Hier ist das Kölner Radio vom Westdeutscher Rundfunk). Zielgruppe waren zunächst die seit 1961 in Deutschland lebenden türkischen Arbeitsmigranten. Neben Nachrichten bot die Sendung ihnen auch Lebenshilfe, so wurden z. B. einmal in der Woche Hörerfragen von Fachleuten beantwortet und allgemeine Tipps für das Leben in Deutschland gegeben. Zwischen den türkischsprachigen Wortbeiträgen bot die Sendung auch Musik aus der Türkei.
Unter türkischen Einwanderern wurde der Begriff Köln Radyosu in den 60er- und 70er-Jahren häufig auch als Synonym für den Westdeutschen Rundfunk verwendet.
Nach dem Vorbild von Köln Radyosu gestalten später auch der hr, der SFB und Radio Bremen türkischsprachige Programme, die jedoch nach und nach eingestellt wurden. Damit war Köln Radyosu bis zu seiner Umbenennung Anfang 2022 die einzige türkischsprachige Sendung, die derzeit von einem öffentlich-rechtlichen Sender in Deutschland produziert wurde.